# Karolina Sawka

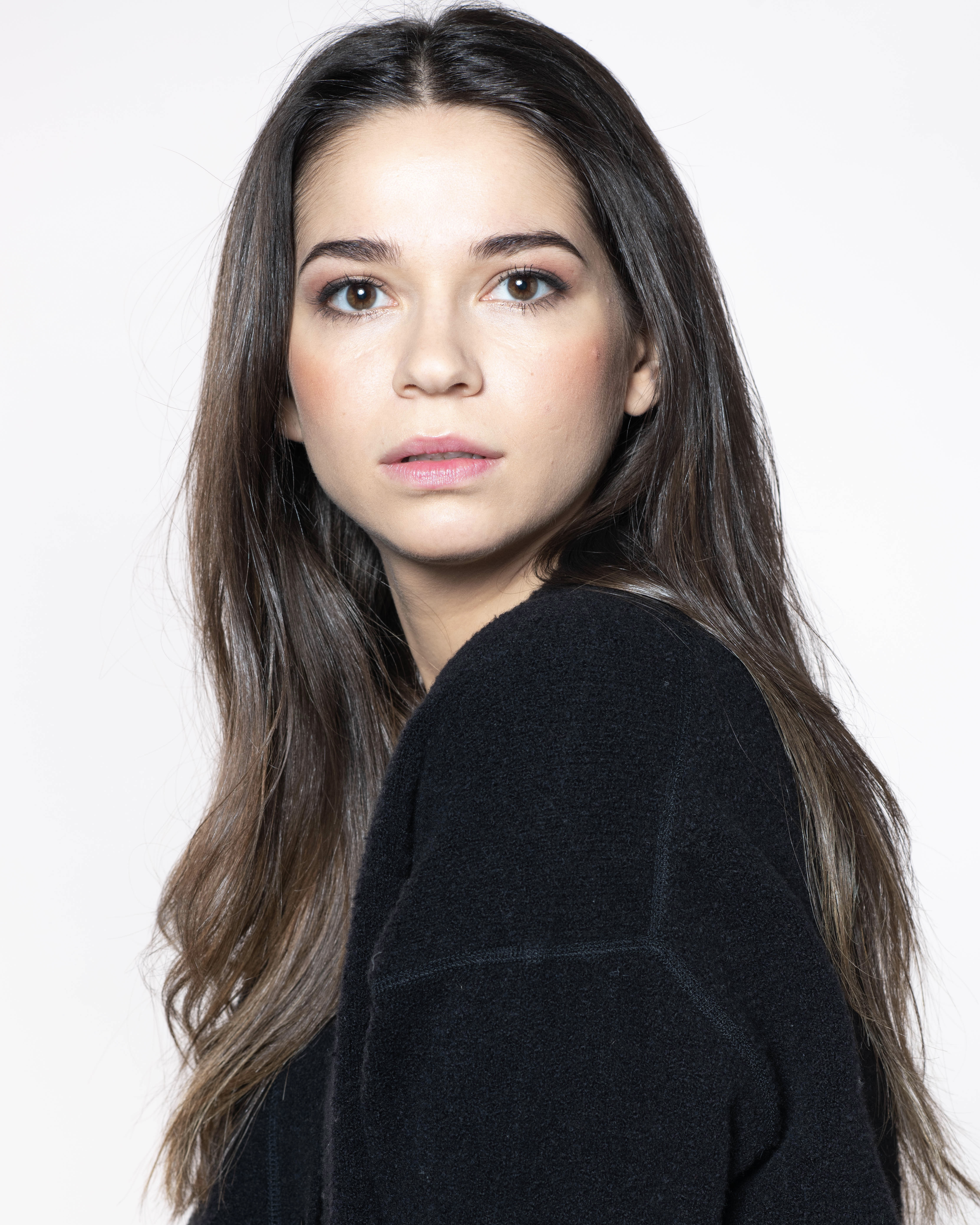
Karolina Sawka, 2020

Karolina Sawka (* 15. Dezember 1991 in Stettin) ist eine polnische Schauspielerin.

## Leben und Karriere
Sawka wurde am 15. Dezember 1991 Stettin geboren. Ihr Vater, Henryk Sawka, ist ein polnischer Karikaturist und Satiriker, während ihre Mutter als Glasmalerin tätig ist.
Ihr Debüt gab sie 2001 in dem Film Durch Wüste und Wildnis. Für ihre Rolle erhielt sie mehrere Auszeichnungen, darunter dem Giffoni Film Festival in Italien und dem XVIII. Anschließend studierte sie an der Staatliche Hochschule für Film, Fernsehen und Theater Łódź. 2017 war sie in dem Film Soyer zu sehen. Von 2018 bis 2019 bekam sie eine Rolle in M jak miłość. 2020 spielte Sawka in der Serie Pierwsza miłość mit. Unter anderem trat sie 2021 jeweils in einer Folge in Ojciec Mateusz und in Papiery na szczęście auf.
Seit 2024 ist sie mit dem Schauspieler Mateusz Rzeźniczak verheiratet.

## Filmografie (Auswahl)
Filme
- 2001: Durch Wüste und Wildnis
- 2017: Soyer

Serien
- 2018–2019: M jak miłość
- 2020: Pierwsza miłość
- 2021: Ojciec Mateusz
- 2021: Papiery na szczęście